# Olympische Jugend-Sommerspiele 2018/Teilnehmer (Aserbaidschan)
| Gelbes Symbol für Goldmedaillen mit stilisierten Olympischen Ringen | Graues Symbol für Silbermedaillen mit stilisierten Olympischen Ringen | Braundes Symbol für Bronzemedaillen mit stilisierten Olympischen Ringen |
| ------------------------------------------------------------------- | --------------------------------------------------------------------- | ----------------------------------------------------------------------- |
| 2                                                                   | 1                                                                     | 3                                                                       |

Die Jugend-Olympiamannschaft aus Aserbaidschan für die III. Olympischen Jugend-Sommerspiele vom 6. bis 18. Oktober 2018 in Buenos Aires (Argentinien) bestand aus 17 Athleten.

## Athleten nach Sportarten

### Boxen
Jungen
- Nurlan Safarov
Leichtgewicht: Bronze
- Nijat Hasanov
Weltergewicht: 4. Platz

### Gewichtheben
| Mädchen - Lala Rzazade Mittelgewicht: 6. Platz | Jungen - Tarmenkhan Babayev Schwergewicht: Silber |

### Judo
| Mädchen - Vusala Karimova Klasse bis 44 kg: 7. Platz Mixed: 5. Platz (im Team Atlanta) | Jungen - Vugar Talibov Klasse bis 66 kg: Gold Mixed: 5. Platz (im Team Nanjing) |

### Leichtathletik
| Mädchen - Fakhriyya Taghizade 100 m: 18. Platz | Jungen - Rustam Məmmədov Dreisprung: 9. Platz |

### Ringen
| Mädchen - Shahana Nazarova Freistil bis 43 kg: Bronze | Jungen - Turan Bayramov Freistil bis 65 kg: Gold |

### Schwimmen
Mädchen
- Fatimə Alkərəmova
200 m Freistil: 30. Platz

### Taekwondo
| Mädchen - Minaya Akbarova Klasse bis 44 kg: 9. Platz | Jungen - Javad Aghayev Klasse bis 63 kg: Bronze |

### Tischtennis
| Mädchen - Jing Ning Einzel: 5. Platz Mixed: 5. Platz | Jungen - Khinhang Yu Einzel: 17. Platz Mixed: 5. Platz |

### Turnen

#### Gymnastik
Jungen
- Samad Mammadli
Einzelmehrkampf: 25. Platz
Boden: 19. Platz
Pferd: 28. Platz
Barren: 14. Platz
Reck: 16. Platz
Ringe: 34. Platz
Seitpferd: 22. Platz
Mixed: 6. Platz (im Team Weiß)

#### Rhythmische Sportgymnastik
Mädchen
- Yelizaveta Luzan
Einzel: 22. Platz
Mixed: Gold  (im Team Orange)